# Xylophanes eumedon
Xylophanes eumedon är en fjärilsart som beskrevs av Jean Baptiste Boisduval 1875. Xylophanes eumedon ingår i släktet Xylophanes och familjen svärmare. Inga underarter finns listade i Catalogue of Life.